# Nesoenas mayeri
Nesoenas mayeri là một loài chim trong họ Columbidae.